# Jerzy Łacina
Jerzy Łacina – polski filolog, dr hab. nauk humanistycznych, profesor uczelni i kierownik Katedry Językoznawstwa Orientalistycznego Wydziału Językoznawstwa Uniwersytetu Kazimierza Wielkiego.

## Życiorys
14 stycznia 1993 obronił pracę doktorską Teoretyczne podstawy budowy arabsko-polskiego słownika rekurencyjnego, 28 czerwca 2003 habilitował się na podstawie pracy zatytułowanej Wielopłaszczyznowa struktura arabskiej koranicznej słowoformy pisanej - pełne studium struktury koranicznej słowoformy arabskiej L-06. Został zatrudniony na stanowisku adiunkta w Katedrze Studiów Azjatyckich na Wydziale Neofilologii Uniwersytetu im. Adama Mickiewicza w Poznaniu.
Był profesorem nadzwyczajnym w Instytucie Neofilologii i Lingwistyki Stosowanej na Wydziale Językoznawstwa Uniwersytetu Kazimierza Wielkiego.
Jest profesorem uczelni i kierownikiem Katedry Językoznawstwa Orientalistycznego Wydziału Językoznawstwa Uniwersytetu Kazimierza Wielkiego.